# Cadoneghe Futsal
L'Associazione Sportiva Dilettantistica Real Cadoneghe Calcio a 5 è stata una squadra Italiana di calcio a 5 con seda a Cadoneghe in provincia di Padova, nata nel 2008 in seguito allo scioglimento del Cadoneghe Futsal.

## Storia
Fondato nel 1992, al termine della stagione 1996-97 il Cadoneghe Futsal approda nel campionato nazionale di Serie B dove rimane per cinque stagioni fino al ripescaggio in Serie A2, avvenuto nell'estate del 2002. Nel 2008 la società aderisce insieme a Marca Trevigiana e Montebelluna C5 a Futsal Star, progetto pilota il cui scopo era portare nuova energia, vigore ma anche una sempre maggiore professionalità nel calcio a 5. Da questa sinergia nacque lo Sporting Marca, che ereditò il titolo sportivo del Cadoneghe ma sposto il campo da gioco a Montebelluna e la sede sociale a Castelfranco. Non rassegnatosi alla scomparsa della città dal panorama calcettistico, Lucio Valso e alcuni dirigenti provenienti dallo Spinea C5 nello stesso anno fondarono il Real Cadoneghe Calcio a 5, ereditando il titolo sportivo dell'ITIS Severi Calcio a 5 (già presieduto da Valso) che nella stagione precedente aveva vinto il proprio girone di Serie D. La società allestisce un organico esperto, ricomponendo l'ossatura che fece la fortuna di Petrarca e Luparense: Daniele Bargellini (giocatore-allenatore), Andrea Baldan, Paolo Mingatti e Giorgio Verri. Al secondo tentativo il Real Cadoneghe vince il proprio girone di Serie C2, venendo promosso nella massima categoria regionale. La prima stagione in Serie C1 si conclude con un soddisfacente settimo posto, impreziosito dall'ottimo cammino in Coppa nella quale i rossoblu sono eliminati in semifinale dall'Atletico Arzignano. La stagione successiva la squadra chiude al tredicesimo posto, retrocedendo in Serie C2; alla ricerca di nuovi partner, la dirigenza unisce le forze con la formazione padovana del Vertigo Sport Center, assumendo la denominazione Real Vertigo Calcio a 5.

## Statistiche e record

### Partecipazione ai campionati
| Livello | Categoria | Partecipazioni | Debutto   | Ultima stagione | Totale |
| ------- | --------- | -------------- | --------- | --------------- | ------ |
| 2º      | Serie B   | 1              | 1997-1998 | 1997-1998       | 7      |
| 2º      | Serie A2  | 6              | 2002-2003 | 2007-2008       | 7      |
| 3º      | Serie C1  | 2              | 1995-1996 | 1996-1997       | 6      |
| 3º      | Serie B   | 4              | 1998-1999 | 2001-2002       | 6      |
| 4º      | Serie C2  | 2              | 1993-1994 | 1994-1995       | 4      |
| 4º      | Serie C1  | 2              | 2010-2011 | 2011-2012       | 4      |
| 5º      | Serie C2  | 2              | 2008-2009 | 2009-2010       | 2      |

## Stagione 2007-2008

### Rosa
| N° | Naz.                 | Ruolo      | Sportivo                                 | Anno     |  |  |
| -- | -------------------- | ---------- | ---------------------------------------- | -------- |  |  |
|    | Brasile (bandiera)   | Portiere   | Márcio Dal Cin                           | 07.09.82 |  |  |
|    | Italia (bandiera)    | Portiere   | Mauro Parisotto                          | 06.04.87 |  |  |
|    | Italia (bandiera)    | Portiere   | Marco Androni                            | 05.09.86 |  |  |
|    | Argentina (bandiera) | Difensore  | Pablo Esteban Belsito                    | 29.03.86 |  |  |
|    | Brasile (bandiera)   | Laterale   | "Bebetinho"                              | 10.12.86 |  |  |
|    | Brasile (bandiera)   | Laterale   | Michel Fernando Sviercoski               | 30.07.87 |  |  |
|    | Brasile (bandiera)   | Laterale   | Eduardo Rech de Moura "Dudu"             | 16.05.86 |  |  |
|    | Brasile (bandiera)   | Laterale   | Alvarindo Pereira de Souza "Pelè"        | -        |  |  |
|    | Brasile (bandiera)   | Laterale   | Jefferson Manoel Dos Santos              | 28.09.82 |  |  |
|    | Argentina (bandiera) | Pivot      | Ariel Cristiano Urbano "Pipo"            | 13.08.82 |  |  |
|    | Brasile (bandiera)   | Pivot      | Lucas Lanziotti                          | 16.02.86 |  |  |
|    | Brasile (bandiera)   | Pivot      | Felipe Hoppe Fagherazzi                  | -        |  |  |
|    | Brasile (bandiera)   | Universale | Rafael Augusto Da Silva Santos "Rafinha" | 23.02.82 |  |  |
|    | Brasile (bandiera)   | Universale | Tiago Bestetti                           | 19.06.80 |  |  |
|    | Italia (bandiera)    | Universale | Giacomo Fiorini                          | -        |  |  |
|    | Italia (bandiera)    | Allenatore | Simone Zanella                           | 26.02.79 |  |  |

### Organigramma
- Presidente: Italo Sartori
- Vice Presidente: Nicola Varotto
- Dirigente Accompagnatore: Giorgio Parpajola
- Dirigente Accompagnatore: Dino Beccaro
- Dirigente Accompagnatore: Adriano Muradore
- Team Manager: Alessandra Rigo
- Addetto Stampa: Lisa Reschiglian